# Carrouge
Carrouge is een voormalige gemeente en plaats in het Zwitserse kanton Vaud en maakt deel uit van het district Lavaux-Oron. Carrouge telt 835 inwoners.
Voor 2008 maakte de gemeente deel uit van het toenmalige district Oron. Tussen 1 januari 2008 en 1 juli 2016 maakte Carrouge deel uit van het district Broye-Vully. Op 1 juli 2016 ging de gemeente samen met de andere gemeenten Ferlens en Mézières op in Jorat-Mézières dat in het district Lavaux-Oron kwam te liggen.